# Bedlewicz
Bedlewicz – polski herb szlachecki - odmiana herbu Korczak.

## Opis herbu
Opis zgodnie z klasycznymi regułami blazonowania:
W polu czerwonym trzy wręby na opak w skos, srebrne. W klejnocie trzy pióra strusie. 
Labry - czerwone podbite srebrem.

## Najwcześniejsze wzmianki
Odmiana powstała w XVI wieku.

## Herbowni
Bedlewicz - Będlewicz - Będlewski.